# Moe n' Joe
"Moe n' Joe" je 75. epizoda HBO-ove televizijske serije Obitelj Soprano i deseta u šestoj sezoni serije. Napisao ju je Matthew Weiner, režirao Steve Shill, a originalno je emitirana 14. svibnja 2006. 

## Radnja
Kako se njegovom klijentu suprotstavlja brdo dokaza, odvjetnik Ron Perse natukne Johnnyju Sacku "okretanje" i surađivanje s FBI-em. Nakon što prijedlog biva odbijen s gnušanjem, pažnja se okreće nagodbi. Kako bi u tom slučaju vlada zaplijenila većinu Sackove imovine, on pošalje Anthonyja Infantea da zamoli Tonyja Soprana da se sastane s dvojicom braće iz New Orleansa koji imaju tihi dogovor s Johnnyjem, i nagovori ih da mu prodaju njihovu tvrtku kako bi izvukao svoj udio. Tony se nevoljko sastane s njima, ali Paul Calviac (brat koji se prvotno zadužio kod Johnnyja) nije spreman prodati zbog mogućeg profita u projektu Uragana Katrina, te izađe s večere.
Zbog tih poteškoća, Tonyjev honorar za uslugu kasnije postaje Sackova kuća, prodana po nižoj cijeni Janice i Bobbyju. Janice je prije toga zamolila brata da promovira Bobbyja u kapetana te ga optužila da nepravedno prijeti njoj i Bobbyju, uključujući njihovu krivnju za njegovo ranjavanje. Carmela isto tako nije zadovoljna Tonyjem, posebno zbog načina na koji se odnosi prema njezinom projektu gradnje kuće na obali. Ona ga opet pritisne da se sastane s građevinskim inspektorom, ali kad joj on kaže da su ga Little Paulie Germani i Silvio Dante već bezuspješno posjetili, Tony joj kaže da je vrijeme da se odustane i prihvate gubici. Nakon što se ona učini nezadovoljna, on je upita koliko je spremna ići pri pritisku na inspektora. 
Na terapiji, Tony razgovara o svojim poteškoćama s Carmelom, te da vidi kuću kao izvor smetenosti za nju. Opisuje njihovu pomirbu kao dogovor pri čemu on njoj sređuje kuću na obali, a ona zatvara oči na njegov posao i nevjeru. Spominje i razgovor s Janice. Prisjeća se sretnog djetinjstva, šuljanja, krađe cigareta s Janice i igranja po kući. Slaže se da je okrutan prema njoj i da uživa u nesrećama koje pogađaju Janice i Bobbyja. Nakon što dr. Melfi istakne da se nikad nije slagao sa sestrom, Tony se prisjeća stajanja pred svojoj majkom, Liviom. Prisjeća se i kako je Janice iskoristila snimku na kojoj se on tuče sa sestrom Barbarom kako bi iznudila mjesece usluga od njega.
Bobby biva teško ozlijeđen u pljački dok je skupljao svoje reketarske iznose. Banda mladih crnaca ugleda ga na izlasku iz kladionice i uzme mu novac, pri čemu jedan od njih opuca pištoljem ne gledajući. Metak pogodi u pločnik ispred njega, a komadići betona zabijaju mu se u desno oko. Paulie nazove Tonyja kako bi mu priopćio novosti te mu otkriva da ide na kemoterapiju zbog rane faze raka prostate, ali ostaje optimističan. Tony isprva kritizira Bobbyja ispred suradnika u Satriale'su, iako je Bobby proslijedio svoje isplate preko Carla Gervasija. Silviov pogled jasno pokazuje Tonyju da je nepravedan. Tony kasnije posjeti Bobbyja kod kuće te gledaju utakmicu američkog nogometa. Tony promatra Bobbyjevo slomljeno pokućstvo, razočaranje njegova sina da ne mogu priuštiti "satelitski paket", te Janice kako se s omalovažavanjem odnosi prema Bobbyju, Jr. 
Na drugoj terapiji s dr. Melfi, Tony ponovno razgovara o svojoj vezi s Janice i Bobbyjem. Tony kaže dr. Melfi da osjeća kako njegova sestra u životu uvijek traži dramu. Prisjeća se Janice iz djetinjstva koja je bila lijepa i privlačna starijim dečkima koji bi se zbližavali s Tonyjem kako bi bili bliže njoj. Nakon što Melfi spomene mogućnost privlačnosti između njih kao djece, Tony se razbjesni. Ona nastavlja, rekavši mu da kaže što je promijenilo njihov odnos. Tony krivi Janice jer ga je ostavila samog s majkom te da se sada vraća očekujući nagrade od njegova života. Nakon terapije Tony nazove Anthonyja Infantea i zatraži prodaju kuće Janice. Bratov dar rasplače Janice; međutim, on je indiferentan prema njezinoj zahvalnosti.  
Tony se suočava i s trećom ženom u svojoj obitelji — njegova kćer, Meadow, rastresena je zbog svoje veze s Finnom i traži utjehu od oca. Tonyju je neugodno razgovarati s njom i preporuči joj da razgovara s majkom. Nakon što ona spomene kako Finn nije zainteresiran za seks, Tony joj kaže kako ne može to komentirati jer ona živi u grijehu, na što ona izjuri van. Tony ostaje frustriran jer Carmela nije bila tu da se bavi obiteljskim problemima.
Vrtlar Sal Vitro preko dvije se godine besplatno brinuo za vrt Johnnyja Sacka jer mu je dopušteno da zadrži postojeće mušterije. Tony odbije Salov zahtjev za dovršetkom te obveze, navevši poteškoće s kojima se suočava Johnnyjeva supruga, Ginny, dok joj je muž u zatvoru. Nakon što je kuća prodana Janice i Bobbyju, Tony riješava obveze snuždenog Sala.
U međuvremenu, "Johnny Cakes" otkriva da Vito Spatafore uopće nije sportski novinar, a Vito priznaje da je napustio obitelj i posao u "graditeljstvu". Izjavljuju svoje međusobne osjećaje, a Vito se useljava kod Jima te se zapošljava kao majstor. Međutim, Vito nije zadovoljan svojim "novim" životom. Čini se kako mrzi svoj posao: spava, neprestano gleda na sat, te s nestrpljenjem čeka ručak. Kod kuće počinje pripremati talijansku hranu i kaže kako mu to nedostaje. Nedostaje mu i brži ritam noćnog života kod kuće; u baru s Jimom, svi odlaze kući kad se on tek sprema kockati, piti i provoditi se. Sljedećeg jutra, Jim se probudi i otkrije kako je Vito otišao sa svojim stvarima i autom.
Opijajući se tijekom vožnje, Vito se zabije u parkirani Jeep Wagoneer. Nakon što mu vlasnik priđe kako bi nazvao policiju, Vito ga ustrijeli s leđa i ode. Ubrzo se vraća u New Jersey i polako se vozi kroz svoju staru četvrt.  
Carmela kaže Tonyju da se Johnny Sack izjasnio krivim i dobio 15 godina kazne. Sack prema presudi mora priznati da je bio dio Cosa Nostre, što ogorčava Phila Leotarda i druge mafijaše. Christopher je posebno gnjevan nakon što vlada počinje plijeniti Sackovo vlasništvo (uključujući Maserati Coupé koji je Sack prodao Christopheru).

## Glavni glumci
- James Gandolfini kao Tony Soprano
- Lorraine Bracco kao dr. Jennifer Melfi
- Edie Falco kao Carmela Soprano
- Michael Imperioli kao Christopher Moltisanti
- Dominic Chianese kao Corrado Soprano, Jr. *
- Steven Van Zandt kao Silvio Dante
- Tony Sirico kao Paulie Gualtieri
- Robert Iler kao A.J. Soprano *
- Jamie-Lynn Sigler kao Meadow Soprano
- Aida Turturro kao Janice Soprano
- Steve Schirripa kao Bobby Baccalieri
- Vincent Curatola kao Johnny Sack
- Frank Vincent kao Phil Leotardo
- Joseph R. Gannascoli kao Vito Spatafore
- Sharon Angela kao Rosalie Aprile
- Toni Kalem kao Angie Bonpensiero

* samo potpis

### Gostujući glumci
| - Daniel Ahearn kao Elliot - John Bianco kao Gerry Torciano - Denise Borino kao Ginny Sacrimoni - Kate Buddeke kao Nora Minter - Cara Buono kao Kelli Lombardo - Carl Capotorto kao Little Paulie Germani - John "Cha Cha" Ciarcia kao Albie Cianflone - Miryam Coppersmith kao Sophia Baccalieri - John Costelloe kao Jim "Johnny Cakes" Witowski - Tony Cucci kao Dominic "Fat Dom" Gamiello - Sal Di Piazza kao kladioničar - Danielle Di Vecchio kao Barbara Giglione - Qadir Forbes kao dječak #1 - Joe Forbrich kao savezni šerif - Rick Gifford kao Omar - Brian Gilbert kao dječak #5 - Karen Lynn Gorney kao Judy - Louis Gross kao Perry Annunziata - Antony Hagopian kao Emmerich - Patrick Holder kao Earl Bretanoux - Will Janowitz kao Finn DeTrolio | - Brianna Laughlin kao Domenica Baccalieri - Kimberly Laughlin kao Domenica Baccalieri - Christopher Maggi kao mesar - Jeffrey M Marchetti kao Peter "Bissell" LaRosa - Lou Martini Jr. kao Anthony Infante - Angelo Massagli kao Bobby Baccalieri, Jr. - Chris McGarry kao Pat - Cristin Milioti kao Catherine Sacrimoni - Alex Mitchell kao dječak #3 - Adam Mucci kao Eric DeBenedetto - Louis Mustillo kao Sal Vitro - Arthur Nascarella kao Carlo Gervasi - Guy Paul kao vlasnik džipa - Daveed Ramsay kao dječak #2 - Matthew 'Matlok' Rullan kao dječak #4 - William Russ kao Paul Calviac - Eldon Thiele kao Ron - Caitlin Van Zandt kao Allegra Sacrimoni - Maureen Van Zandt kao Gabriella Dante - Ed Vassalo kao Tom Giglione - Rebecca Wisocky kao Rene Cabot Moskowitz - Brad Zimmerman kao Ron Perse |

## Umrli
- Civil iz prometne nesreće: ustrijeljen u potiljak od strane Vita dok je pokušavao nazvati policiju nakon što mu je Vito oštetio auto.

## Naslovna referenca
- Igrajući se sa svojim modelom vlaka, Bobby kaže sinu da gleda "Moe 'n Joe action". Izraz "Moe and Joe" referenca je na plato vagon od Lionela (koji uključuje likove Moea i Joea) koji, kao što je to prikazano u epizodi, istovaraju kutije.   Arhivirana inačica izvorne stranice od 9. prosinca 2006. (Wayback Machine).
- Likovi Moea & Joea na modelu vlaka su fizički radnici. Takvi se likovi pojavljuju i u epizodi, među njima i građevinci, vrtlari, opskrbljivači i vatrogasci. Konkretno, Vito pokušava raditi kao majstor.
- "Mo" je česti izraz koji se odnosi na homoseksualce.

## Poveznice s prijašnjim epizodama
- Vito, radeći i razmišljajući je li vrijeme ručka, gleda na sat Oris. Ista je marka sata spomenuta u epizodi "Luxury Lounge".

## Reference na druge medije
- Jim u krevetu čita knjigu The Devil in the White City.
- U filmu Učini pravu stvar, Frank Vincent (koji igra Phila Leotarda u Obitelji Soprano) glumio je čovjeka čiji auto zalije voda iz hidranta te naziva afroameričke krivce "Moe and Joe Black".
- Silvio spominje bacanje kiseline na lice Johnnyja Sacka tijekom suđenja, na način na koji je Harvey Dent postao Dvolični u Batmanu.

## Glazba
- Tijekom odjavne špice svira "Let It Rock" Chucka Berryja.
- Dok Vito sprema večeru za Johnnyja Cakesa, svira "That's Amore" Deana Martina.
- Kad se Vito zabija u drugi auto, u njegovom autu svira "My Way" Franka Sinatre.

## Vanjske poveznice
- Moe n' Joe u internetskoj bazi filmova IMDb-a